# Греція на зимових Олімпійських іграх 1956
Греція на зимових Олімпійських іграх 1956 в Кортіна-д'Ампеццо була представлена 3 спортсменами у 1 виді спорту.

## Спортсмени
Гірськолижний спорт
- Христос Папагеоргіу
- Аріс Ватімбелас
- Александрос Вуксінос